# الاتحاد الأمريكي للشطرنج
الاتحاد الأمريكي للشطرنج أو اتحاد الولايات المتحدة للشطرنج (بالإنجليزية: United States Chess Federation) (يختصر كثيرا بـ USCF) هي منظمة غير هادفة للربح، ومسؤولة عن تنظيم مسابقات الشطرنج داخل الولايات المتحدة، وهي واحدة من المنظمات التابعة للاتحاد الدولي للشطرنج. تأسست في عام 1939 من اندماج إثنين من المنظمات الإقليمية للشطرنج، ونمت تدريجياً حتى عام 1972، عندما تضاعفت العضوية فيها بسبب ازدياد شهرة اللعبة بعد فوز بوبي فيشر في بطولة العالم. إنخفضت العضوية في المنظمة بعد انسحاب فيشر من بطولة العالم في عام  1975 إلى أقل من 50,000، ولم يعود للصعود إلى بعد عام 1992. ومن أسباب زيادة عدد الأعضاء في المنطمة هو انتشار نوادي الشطرنج وظهور الشطرنج من خلال الحاسوب.

## إداراة المنظمة
- الرئيس روث هارينغ.
- نائب الرئيس غاري والترز.
- السكرتير مايك ريتمان.